# Echium suffruticosum
Echium suffruticosum là loài thực vật có hoa trong họ Mồ hôi. Loài này được Barratte mô tả khoa học đầu tiên năm 1896.